# Стрегобор
Стрегобор (пол. Stregobor) — персонаж літературного циклу «Відьмак» польського письменника Анджея Сапковського, чародій.

## Біографія
У книгах Сапковського Стрегобор — чарівник з Ковира, член ради магів. Він організовує полювання на дівчат-мутантів, причому спочатку вбиває їх, а потім починає виступати за їх ув'язнення в баштах. Саме Стрегобор побачив риси мутанта в принцесі Крейдена Ренфрі і порадив її мачусі відправити дівчинку у в'язницю. Однак та спробувала вбити пасербицю. Ренфрі змогла втекти, через кілька років зібрала банду розбійників. Вона дізналася, що Стрегобор — винуватець її нещасть, і організувала серію замахів на нього. Нарешті, Стрегобор сховався в Блавикені. Ренфрі з'явилася там і її вбив Геральт. Чародій спробував забрати тіло дівчини для розтину, але Геральт не дав йому це зробити.

## У серіалах
У польському телесеріалі «Відьмак» Стрегобора зіграв Ольгерд Лукашевич. В американському серіалі з тією ж назвою, перший сезон якого вийшов на екрани в грудні 2019 року, Стрегобора зіграв Ларс Міккельсен.